# Stemma di Viterbo
Lo stemma della Città di Viterbo è costituito da uno scudo sannitico azzurro riportante una palma a cui è sovrapposto un leone passante verso sinistra (destra araldica) coronato d'oro. Il leone tiene con la zampa anteriore destra uno stendardo rosso con una croce d'argento in ogni quarto della quale vi sono quattro chiavi dello stesso smalto; l'asta dello stendardo, di colore verde, è sormontata da un'aquila bicipite d'oro.

## Blasonatura
Lo stemma, approvato con decreto del 19 luglio 1929, ha la seguente blasonatura:
La descrizione del gonfalone è la seguente:

## Storia
Dello stemma non vi sono riproduzioni sopravvissute anteriori al 1200; nelle cronache però si parla fin dal 1172 dello stemma di Viterbo, accennando che prima di quella data esso era composto solamente dalle figura del leone. Sul pavimento del duomo di Siena compare comunque uno stemma riportante un unicorno e la scritta Viterbium; uno stemma con la stessa figura, anche se di disegno differente, compare sulla casa già di proprietà dei Farnese presente in città da tempo. È stato perciò ipotizzato che l'unicorno sia stato il primo emblema cittadino; comunque all'epoca di erezione delle due opere (XIV e XII secolo rispettivamente) il leone era già l'arme civica. La ragione di questo stemma primitivo è comunque sconosciuta: la leggenda eroica vuole che la città assumesse per propria insegna il felino in memoria di Ercole, che si vestiva di spoglie leonine e che per molto tempo abitò il territorio viterbese, dove in seguito gli si rese culto religioso. Probabilmente, però, quando verso l'anno mille il castello nucleo della città futura volle, imitando le altre terre, prendere un'insegna, prescelse il leone che le città di parte guelfa solitamente preferivano, in contrasto all'aquila assunta dalle città di parte ghibellina.
Nel 1172 inoltre Viterbo distrusse la Città di Ferento, e in segno di vittoria incluse nel proprio emblema la palma che era il simbolo ferentano: palma che talora, per la deformazione tipica dell'araldica, ha preso figura di picca, come ad esempio negli stemmi presso il Palazzo Vescovile, o di trifoglio.
Nel 1167 Federico Barbarossa, giunse a Viterbo, ove risiedeva l'antipapa Pasquale, e, per accattivarsi gli animi dei cittadini, concesse loro molti favori, e dichiarò Viterbo città libera dell'Impero, concedendole un suo vessillo. Di questa concessione, fatta forse soltanto verbalmente, si ebbe più tardi la conferma ufficiale in un diploma del legato imperiale Cristiano di Magonza datato da Siena il 19 marzo 1172. Nello stemma cittadino unica traccia rimasta di questo privilegio si rileva nell'aquila che sormonta l'asta del vessillo sorretto dal leone. Tuttavia, si ritiene che anche il drappo vermiglio del vessillo stesso sia un ricordo della concessione imperiale, poiché quel colore era proprio della parte ghibellina e imperiale; esempio classico ne è la blutfahne.
Nel 1188, secondo il cronista Lancillotto, Papa Clemente III, per ringraziare i viterbesi che avevano liberato due cardinali dagli oltraggi del conte Aldobrandino, ricacciando costui fino a Montefiascone, donò al leone del Comune la bandiera con le chiavi. Tranne le parole del cronista nessun altro documento resta come prova di tal donazione.
Nel 1316 poi Bernardo di Cucuiaco (o Cucujaco), liberato per opera dei viterbesi dall'assedio al quale i guelfi di Orvieto l'avevano costretto a Montefiascone, in riconoscenza diede loro il privilegio di aggiungere al leone e alla palma della bandiera del Comune il vessillo pontificio. Nell'originale del diploma, datato 11 marzo 1316, conservato nell'Archivio storico municipale, vi è il disegno a colori di quella bandiera: l'asta del vessillo non è sormontata dall'aquila imperiale; il drappo è a fondo rosso traversato completamente da una croce bianca, cui nei quattro angoli si accostano quattro chiavi pure bianche. Sulla testa del leone è poi disegnata una corona.
Probabilmente i papi, con le concessioni del 1188 e del 1316, volevano cancellare i simboli ghibellini, e tentavano quindi di trasformare il vessillo fiammante imperiale, apponendovi la croce e le chiavi; per lo stesso motivo non vi compare l'aquila. Quanto alla corona del leone, si ignora perché nel diploma sia disegnata, benché il testo non la menzioni affatto: ed è pura supposizione quella dei settecentisti, che cioè indichi l'antico leggendario principato etrusco goduto dalla Città.

Stemma della provincia di Viterbo

Ricordiamo ancora che in un sigillo del 1225 il leone è circondato dalla leggenda: non metuens verbum leo sum qui signo viterbum (non temendo alcuna offesa, io sono il Leone che rappresenta Viterbo). Questa motto, insieme alla croce bianca in campo argento e al leone (senza corona), compaiono, diversamente disposti, sullo stemma della provincia
Concludendo: l'arma originaria della Città è il leone, le concessioni imperiali aggiunsero il vessillo scarlatto sormontato dall'aquila, le concessioni papali trasformarono in pontificio il vessillo imperiale, mentre i viterbesi avevano prima aggiunto la palma ferentana di propria autorità. Il diploma di Cucuiaco inserisce la corona, il sigillo del 1225 la leggenda.

### Il globo
A partire dal XV secolo sotto la branca sinistra del leone era presente un globo crociato con le sigle F. A. V. L. Una leggenda nata nello stesso secolo (poiché i passi degli scrittori anteriori relativi al globo suddetto si considerano apocrifi) vuole che quelle cifre ricordino i tre castelli di Fano, Arbano e Vetulonia chiusi da mura dal Desiderio e Longula ad essi unito poi da re Pipino. L'Orioli invece nel principio dell'Ottocento prima dichiarò e poi sconfessò che quel globo (da lui detto staurografo) racchiudesse le iniziali romane del celebre tempio etrusco Fanum Voltumnae che egli poneva circa l'attuale chiesa di S. Agostino. Entrambe le opinioni sono però ritenute prive di solidi fondamenti dalla maggior parte degli studiosi: rimane comunque il fatto che dal Quattrocento alla fine dell'Ottocento la mistica palla ha fatto parte dello scudo cittadino.